# تپه حمزه‌آباد
تپه حمزه آباد مربوط به سده‌های میانه دوران‌های تاریخی پس از اسلام است و در شهرستان زرندیه، بخش مرکز ی، دهستان رودشور، روستای حمزه آباد واقع شده و این اثر در تاریخ ۲۶ اسفند ۱۳۸۶ با شمارهٔ ثبت ۲۲۰۷۲ به‌عنوان یکی از آثار ملی ایران به ثبت رسیده است.